# Taylor Carnevale
Taylor Carnevale (* 15. März 1991 in Mississauga, Ontario) ist ein italo-kanadischer Eishockeyspieler, der bis November 2016 bei Coventry Blaze in der ECHL auf der Position des Stürmers spielte.

## Karriere
Die Eishockeykarriere von Taylor Carnevale begann im Jahre 2007. In dieser Saison stand Carnevale für die Plymouth Whalers in der Ontario Hockey League auf dem Eis. Nach dieser Saison wechselte er zu den Oshawa Generals, für die er 25 Spiele bestritt, ehe er zu den sich ebenfalls in der OHL befindenden Barrie Colts wechselte. Dort bestritt er die restliche Saison 2008/09, die Saison 2009/10 und die erste Hälfte der Saison 2010/11. Seine nächste Station waren die Windsor Spitfires, für die er die verbleibende Saison stürmte.
Die darauffolgende Saison verbrachte Carnevale dann bei den Sarnia Sting, wieder in der OHL. Nach 32 Spielen für die Sting wechselte er sowohl Verein als auch Liga: die Cataractes de Shawinigan aus der LHJMQ sollten sein Team für die restliche Saison 2011/12 sein.
In der Saison 2012/13 absolvierte Carnevale mehrere Probetrainings, darunter je eines für die Los Angeles Kings, die Worcester Sharks und die San Francisco Bulls. Bei allen diesen Vereinen bekam er jedoch keinen Vertrag. Das Team, das für die Saison seine Heimat war, waren die Utah Grizzlies aus der ECHL. Bei diesen bekam er einen Vertrag, konnte allerdings wegen der bereits weit fortgeschrittenen Saison nur fünf Spiele für diese bestreiten und weder Tore noch Assists erzielen.
Zur Saison 2013/14 folgte Carnevale seinem Vater Frank nach Deutschland. Frank Carnevale trainierte dort von 2012 bis 2015 die DEL2-Mannschaft aus Bad Nauheim, die Roten Teufel. Zu ebendiesem Verein wechselte auch Taylor Carnevale.
Zur Saison 2014/15 unterschrieb Taylor Carnevale einen Vertrag beim DEL2-Aufsteiger Löwen Frankfurt. Am 3. September 2014 gaben die Löwen bekannt, dass der Stürmer nicht für die kommende DEL2-Saison lizenziert würde. Stattdessen spielte er in der Saison 2014/15 zunächst für Asiago Hockey und dann für den HC Bozen. Zur Spielzeit 2015/16 wechselte er zurück nach Deutschland und unterschrieb bei den Kassel Huskies, mit denen er den Meistertitel in der DEL2 gewann.
Es folgte der Wechsel nach England, wo er zu Beginn der Saison 2016/17 bei Coventry Blaze spielte, sich im November 2016 aber von der Mannschaft trennte.

## Karrierestatistik
(Legende zur Spielerstatistik: Sp oder GP = absolvierte Spiele; T oder G = erzielte Tore; V oder A = erzielte Assists; Pkt oder Pts = erzielte Scorerpunkte; SM oder PIM = erhaltene Strafminuten; +/− = Plus/Minus-Bilanz; PP = erzielte Überzahltore; SH = erzielte Unterzahltore; GW = erzielte Siegtore; 1 Play-downs/Relegation; Kursiv: Statistik nicht vollständig)